# Choctaw County, Oklahoma
Choctaw County är ett administrativt område i delstaten Oklahoma, USA, med 15 205 invånare. Den administrativa huvudorten (county seat) är Hugo. 

## Geografi
Enligt United States Census Bureau har countyt en total area på 2 074 km². 2 004 km² av den arean är land och 69 km² är vatten. 

### Angränsande countyn
- Pushmataha län - nord
- McCurtain County - öst
- Red River County, Texas - sydost
- Lamar County, Texas - syd
- Bryan County - väst
- Atoka County - nordväst